# Захари Стояново (област Търговище)
 За другото българско село вижте Захари Стояново (Област Добрич).  
Заха̀ри Стоя̀ново е село в Североизточна България. То се намира в община Попово, област Търговище.

## География
Селото е разположено в хълмиста местност на 25 km северно от град Попово и на около 50 km южно от град Русе, на 100 – 200 m надморска височина. То е последното село от община Попово в северна посока. Край него протича река Малки Лом (Мали Лом, Омуровски Лом), която в миналото е преминавала през средата на селото. Граничи със землищата на следните села: Езерче, Садина, Люблен и Костанденец. Свързано е с асфалтирани шосета с градовете Русе, Разград и Попово, а до съседните села има черни пътища. Образувано е от следните две махали: Горната махала и Долната махала.

## Кратка историческа справка
От старо предание се знае, че в далечното минало селото било едно от най-големите в околността, и че е било владение на някой си Йомяр бей, Омар бей или Омур бей. Този бей бил събирач на данъци и от другите околни села. Тогава селото се намирало в друга местност – Кокарджа алтъ, но заради честите му наводнения жителите му постепенно го изместили по близките малки хълмове.
Името на селото като Умур бей се среща за пръв път в османо-турски данъчни регистри от 1524 и от 1541 г. Жителите му са го наричали Омур бей, име с което то е известно до 1934 г., когато е преименувано на Захари Стояново, на името на известния български революционер и общественик. В османски данъчен регистър от 1573 г. селото е записано като Омур.
До самото Освобождение в селото живеел само един българин – ковач, а малко по-късно от село Кръшно дошъл и още един българин – шивач. Няколко години в селото били настанени и живеели черкези. През 1877 г., преди войната, в селото имало 182 турски къщи с 1032 жители.
По време на руско-турската война местните жители унищожили един руска разузнаваческа група конници и след това избягали към Делиормана. Допреди немного години окопи от тази война се забелязвали в местностите Галица и Саръ тарла. След войната започнало изселването на турците от селото към Турция, като първата група тръгнала през 1885 г. Следващите изселнически вълни били през 1900, 1930 и 1935 г.
Първите българи – заселници, дошли в селото през 1882 г., били от селата на Еленско, от село Присово, Търновско, и от село Осенец, Разградско. По-късно нови заселници дошли от Дряново, от капанските села на Разградско и от съседното село Садина. По-голямата част от новите заселници били капанци, а останалите – балканджии. Новите заселници отворили свое училище през 1896 г., което поради недостатъчно ученици заваря врати през 2000 г. Днес децата на Захари Стояново учат в съседното село Садина. През 1924 г. жителите на селото успели да си построят и църковен храм. Сградата на Читалището (с театрален салон, библиотека и читалня с над 6000 книги) е построена с доброволен труд и самооблагане на жителите на селото през 1959 – 1963 г., а официално е открита на 1 ноември 1964 г. През 2004 г. е открита паметната плоча на загиналите воини от селото във войните, намираща се пред кметството.
По-големите родове – преселници в селото преди тяхното разпадане на по-малки били: Аджиолар, Гатьоолте, Гецоолу, Даньоолте, Даскаловците, Калчоолте, Мочоолте и др.
Сега в село Захари Стояново живеят заедно българи, турци и малко роми с основен поминък земеделие и животновъдство, макар че се правят и опити за организиране на селски туризъм, за който се предлагат удобни за нощуване жилища от гостоприемните жители на селото.

## Религии
- Християнска (източноправославна);
- Мюсюлманска

## Обществени институции
- Кметство;
- Народно читалище „Св. св. Кирил и Методий“, основано през 1927 г.;
- Целодневна детска градина (закрита през 2008 г.);
- Църковно настоятелство;
- Джамийско настоятелство;
- Клуб на жените

## Културни и природни забележителности
- В землището на селото има множество останки от различните исторически епохи: праисторическа селищна могила, антични и късноантични селища и некрополи, надгробни могили и др.
- В долината на река Малки Лом в миналото са били открити останки от стар каменен път, водещ до устието на Доброселското дере (Коджа ендек) и в селището Черкез куюсу – по левия бряг на реката южно от селото. Пътят е бил застлан с камъни и имал широчина около 3,5 m.
- Късноантична и средновековна крепост Орлес кале – руините ѝ се намират на 2,5 km южно от селото, в западния край на гребена Орлес, на левия бряг на река Малки Лом;
- Църковен православен храм „Св. Иван Рилски“ от 1928 г.;
- Войнишки паметник на загиналите жители на селото от 2004 г.

## Редовни събития
- През селото преминават всяка година (на 1 юни) участниците в похода „По стъпките четата на Таньо Войвода“, съпътстван със селско тържество;
- Събор на селото – провежда се всяка година на 1 ноември;

## Други
- Походът с участието на тогавашния просветен министър Даниел Вълчев